# مسحور (فلم)
مسحور (بالإنجليزية: Bedazzled) هو فيلم أمريكي صدر عام 2000. بطولة برندان فريزر وإليزابيث هيرلي وفرانسيس أوكونور، الفيلم مقتبس من فيلم أمريكي صدر عام 1967 بنفس الاسم.

## القصة
إليوت ريتشاردز (برندان فريزر) موظف بسيط لا يجيد التعامل مع النساء. يقع في حبه زميلته الجميلة أليسون جاردنر (فرانسيس أوكونور) ولكنها لا تشعر بهذا الحب. وفي أحد الأيام يتمنى إليوت أن يفعل أي شيء من أجل الوصول للفتاة التي يحبها.
فجأة تظهر له امرأة جميلة ومثيرة تقدم نفسها له على أنها الشيطان (إليزابيث هيرلي)، وأنها أتت لتعرض عليه عرضا مغريا: أن تحقق له سبع أمنيات يطلبها، مقابل أن يبيع لها روحه.
يوافق إليوت طمعاً في الفوز بقلب حبيبته، ونبدأ في مشاهدة المغامرات السبع الغريبة التي يخوضها بهدف الوصول لحبيبته. وكيفية مواجهته للعقد الذي وقع عليه ببيع روحه للشيطان.

## طاقم التمثيل
- برندان فريزر: (إليوت ريتشاردز)
- إليزابيث هيرلي: (الشيطان)
- فرانسيس أوكونور: (أليسون جاردنر / نيكول ديلاروسو)
- أورلاندو جونز: (دانيال)
- بول أدلستين: (بوب)
- توبي هاس: (جيري)
- ميريام شور: (كارول)
- غابرييل كاسيوس: (زميل إليوت بالسجن)
- برايان دويل موراي: (القس)
- جيف دوست: (الرقيب)
- آرون لستيج: (مشرف)
- رودولف مارتن: (راؤول)
- جوليان فيرث: (جون ويلكس بوث)

## ردود الأفعال
- تلقى الفيلم ردود أفعال متباينة من النقاد. فقد حظي في موقع الطماطم الفاسدة (بالإنجليزية: Rotten Tomatoes) على نسبة 49٪ من آراء النقاد[3]، كما حصل في موقع إنترنت موفي داتابيز (بالإنجليزية: IMDB) على درجة 5.9 من عشرة.

## وصلات خارجية
- مسحور على موقع IMDb (الإنجليزية)
- مسحور على موقع ميتاكريتيك (الإنجليزية)
- مسحور على موقع روتن توميتوز (الإنجليزية)
- مسحور على موقع نتفليكس (الإنجليزية)
- مسحور على موقع قاعدة بيانات الأفلام العربية
- مسحور على موقع ألو سيني (الفرنسية)
- مسحور على موقع Turner Classic Movies (الإنجليزية)
- مسحور على موقع أول موفي (الإنجليزية)
- مسحور على موقع بوكس أوفيس موجو (الإنجليزية)
- مسحور على موقع فيلمافينيتي (الإسبانية)